# Iphiclides podalirinus
Iphiclides podalirinus es una especie de mariposa de la familia Papilionidae que se encuentra en China y Tíbet.
Esta especie se consideraba anteriormente una subespecie de Iphiclides podalirius.